# Jeanette Kwakye
Jeanette Boahemaa Kwakye (Essex, 20 maart 1983) is een voormalige Britse sprintster van Ghanese afkomst. Ze nam eenmaal deel aan de Olympische Spelen, maar won bij die gelegenheid geen medaille.

## Biografie
Het talent van Kwakye kwam reeds op vijftienjarige leeftijd aan het licht, toen zij bij de Engelse schoolkampioenschappen de 100 m won. Veel grote successen volgden er in haar juniortijd overigens niet en het seizoen 1999 miste zij zelfs compleet. In 2001 werd zij echter vijfde bij de Britse jeugdkampioenschappen en bij de Engelse schoolkampioenschappen werd zij op de 100 m derde in 11,88 s, zij het met te veel rugwind.
In 2002 werd Jeanette Kwakye Brits indoorkampioene op de 60 m en won zij later dat jaar een bronzen medaille tijdens de wereldkampioenschappen voor junioren in Kingston (Jamaica) op de 4 x 100 m estafette met haar teamgenotes Jade Lucas-Read, Amy Spencer en Vernicha James.
In 2005 klokte ze 7,20 op de 60 m indoor en brak zij door met haar eerste nationale AAA-seniorentitel op deze afstand. Bij de Europese indoorkampioenschappen stelde ze echter weer enigszins teleur en daarna begon zij last te krijgen van blessures. Toch wist Kwakye bij de Britse kampioenschappen voor atleten onder 23 jaar de sprintdubbel te veroveren.
In 2006 behaalde ze bij de LBBW Meeting in Karlsruhe goud op de 60 m in 7,23, maar kreeg zij opnieuw te kampen met blessureperikelen die haar het gehele seizoen zouden blijven achtervolgen.
Jeanette Kwakye betrad in 2007 echter weer geheel gezond het strijdperk en werd Brits kampioene op de 100 m in 11,59, waarbij ze Laura Turner (met dezelfde tijd) en kampioene Joice Maduaka versloeg. De volgende dag won ze ook de titel op de 200 m door Emily Freeman (zilver) en Donna Fraser (brons) te verslaan. Op de Europese kampioenschappen indooratletiek 2007 in maart werd ze vierde op de 60 m. Op dit toernooi liep ze in de halve finale de 60 m in 7,17, de snelste tijd sinds 1986 voor een Britse vrouw.
In 2008 bleek ze goed te hebben overwinterd en was zij op 16 februari 2008 in Birmingham met 7,16 direct sneller dan ooit. De 7,13 van landgenote Bev Kinch kwam langzaam maar zeker steeds dichterbij. Enkele weken later was het zover: op het WK Indoor in het Spaanse Valencia veroverde Kwakye op de 60 m vlak achter winnares Angela Williams een zilveren medaille in 7,08, een nieuw Brits indoorrecord.
Vervolgens verdedigde Kwakye in juli met succes haar nationale titel op de 100 m in 11,26, een evenaring van haar beste persoonlijk prestatie. Ze plaatste zich ermee voor de Olympische Spelen van 2008 in Peking, een maand later. Daar nam ze deel aan de 100 m en aan de 4 x 100 m estafette. Op het individuele sprintnummer kwam Jeanette Kwakye goed voor de dag door, na in de kwartfinale haar persoonlijke record reeds te hebben verbeterd tot 11,18, in de finale zesde te worden in 11,14, opnieuw een PR. Op de 4 x 100 m was het Britse viertal minder fortuinlijk. Na zich via een tweede plaats in de serie te hebben geplaatst voor de finale, ging het daarin mis door een foute wissel. De ploeg, die naast Kwakye bestond uit Montell Douglas, Emily Freeman en Emma Ania, kwam daardoor niet aan de finish.
Begin 2014 liet Kwakye weten, dat zij een punt had gezet achter haar atletiekloopbaan.
Jeanette Kwakye is in 2005 aan de universiteit van Loughborough afgestudeerd in de politicologie en economie.

## Titels
- Brits indoorkampioene 60 m - 2005
- Brits kampioene 100 m - 2007, 2008, 2011
- Brits kampioene 200 m - 2007
- Brits kampioene 100 m U23 - 2003, 2004, 2005
- Brits kampioene 200 m U23 - 2005

## Persoonlijke records
Outdoor
| Onderdeel | Prestatie | Datum            | Plaats   |
| --------- | --------- | ---------------- | -------- |
| 100 m     | 11,14 s   | 17 augustus 2008 | Peking   |
| 200 m     | 23,11 s   | 14 juli 2007     | Cuxhaven |

Indoor
| Onderdeel | Prestatie      | Datum            | Plaats   |
| --------- | -------------- | ---------------- | -------- |
| 60 m      | 7,08 s (ex-NR) | 7 maart 2008     | Valencia |
| 200 m     | 24,31 s        | 29 februari 2004 | Cardiff  |

## Palmares

### 60 m
- 2007: 4e EK indoor - 7,20 s
- 2008:  WK indoor - 7,08 s

### 100 m
- 2005:  Britse kamp. - 11,61 s
- 2007:  Britse kamp. - 11,59 s
- 2007: 6e in ¼ fin. WK - 11,40 s (in serie 11,26 s)
- 2008:  Britse kamp. - 11,26 s
- 2008: 7e Memorial Van Damme - 11,52 s
- 2008: 6e OS - 11,14 s
- 2011:  Britse kamp. - 11,23 s
- 2011: 6e in ½ fin. WK - 11,48 s (in serie 11,42 s)

### 200 m
- 2007:  Britse kamp. - 23,66 s

### 4 x 100 m
- 2008: DNF OS